# 1971-es magyar birkózóbajnokság
Az 1971-es magyar birkózóbajnokság a hatvannegyedik magyar bajnokság volt. A kötöttfogású bajnokságot április 30. és május 1. között, a szabadfogású bajnokságot pedig május 8. és 9. között rendezték meg, mindkettőt Budapesten, a Nemzeti Sportcsarnokban.

## Eredmények

### Férfi kötöttfogás
| Versenyszám | Arany                               | Arany | Ezüst                          | Ezüst | Bronz                        | Bronz |
| ----------- | ----------------------------------- | ----- | ------------------------------ | ----- | ---------------------------- | ----- |
| 48 kg       | Seres Ferenc Honvéd Szondi SE       |       | Laták Attila BVSC              |       | Seres Imre Honvéd Szondi SE  |       |
| 52 kg       | Gál Henrik Ferencvárosi TC          |       | Doncsecz József Vasas SC       |       | Rácz Lajos Csepel SC         |       |
| 57 kg       | Szőnyi János Bp. Spartacus          |       | Turba László BVSC              |       | Varga János Bp. Honvéd       |       |
| 62 kg       | Réczi László Kiskunfélegyházi Vasas |       | Vass Sándor BVSC               |       | Szabó László Vasas SC        |       |
| 68 kg       | Steer Antal BVSC                    |       | Szabó István Kecskeméti TE     |       | Toma Ferenc Vasas SC         |       |
| 74 kg       | Hegedűs Miklós Vasas SC             |       | Berdó László Diósgyőri VTK     |       | Horváth Miklós Újpesti Dózsa |       |
| 82 kg       | Hegedűs Csaba Vasas SC              |       | Rizmajer Antal Ferencvárosi TC |       | Gonda János Pécsi VSK        |       |
| 90 kg       | Pércsi József Bp. Honvéd            |       | Bajkó Károly Vasas SC          |       | Sillai László Győri Dózsa    |       |
| 100 kg      | Kiss Ferenc Ganz-MÁVAG VSE          |       | Varga Imre Ganz-MÁVAG VSE      |       | Gombás Imre Győri Dózsa      |       |
| +100 kg     | Csatári József Bp. Honvéd           |       | Rovnyai János MTK              |       | Argat Ferenc Bp. Spartacus   |       |

### Férfi szabadfogás
| Versenyszám | Arany                         | Arany | Ezüst                            | Ezüst | Bronz                         | Bronz |
| ----------- | ----------------------------- | ----- | -------------------------------- | ----- | ----------------------------- | ----- |
| 48 kg       | Laták Attila BVSC             |       | Sallós Károly Csepel Autó VSE    |       | Seres Imre Honvéd Szondi SE   |       |
| 52 kg       | Doncsecz József Vasas SC      |       | Erdős Márton Bp. Honvéd          |       | Gál Henrik Ferencvárosi TC    |       |
| 57 kg       | Klinga László Bp. Honvéd      |       | Fodor Mihály Debreceni Bocskai   |       | Bolla József Újpesti Dózsa    |       |
| 62 kg       | Szabó László Vasas SC         |       | Széles József Ferencvárosi TC    |       | Idei Gyula Honvéd Szondi SE   |       |
| 68 kg       | Rusznyák József Diósgyőri VTK |       | Katz Lajos Ferencvárosi TC       |       | Kocsis János Bp. Honvéd       |       |
| 74 kg       | Búzás Károly Bp. Honvéd       |       | Kaliszki Pál Bp. Spartacus       |       | Veres Sándor Diósgyőri VTK    |       |
| 82 kg       | Hegedűs Csaba Vasas SC        |       | Deák András Debreceni VSC        |       | Sallai Lajos Honvéd Szondi SE |       |
| 90 kg       | Bajkó Károly Vasas SC         |       | Csábi Árpád BVSC                 |       | Molnár Géza Bp. Honvéd        |       |
| 100 kg      | Csatári József Bp. Honvéd     |       | Felföldi Sándor Szentesi Kinizsi |       | Agócs János Csepel SC         |       |
| +100 kg     | Maróthy István Csepel SC      |       | Kiss Ferenc Ganz-MÁVAG VSE       |       | Vigh Imre Honvéd Szondi SE    |       |